# AC Kajaani
AC Kajaani er en finsk fodboldklub fra byen Kajaani. HIFK spiller i den finske liga Ykkonen. 
| Fodbold | Spire Denne artikel om en fodboldklub er en spire som bør udbygges. Du er velkommen til at hjælpe Wikipedia ved at udvide den. |